# Helictotrichon planifolium
Helictotrichon planifolium là một loài thực vật có hoa trong họ Hòa thảo. Loài này được (Willk.) Holub mô tả khoa học đầu tiên năm 1974.